# Aino Aalto
Aino Maria Marsio-Aalto, ogift Marsio, före 1906 Mandolin, född 25 januari 1894 i Helsingfors, död där 13 januari 1949, var en finländsk arkitekt, formgivare och entreprenör. 

## Biografi
Aino Mandolin föddes i Helsingfors och avslutade grundskoleutbildning vid Helsingin Suomalainen Tyttökoulu (Helsingfors finska flickskola) 1913. Samma år inledde hon studier vid Tekniska högskolan i Helsingfors, där hon tog examen som arkitekt 1920. 1920–1923 arbetade hon på Oiva Kallios arkitektkontor i Helsingfors. 1923 flyttade hon till Jyväskylä och började arbeta hos arkitekten Gunnar Achilles Wahlroos. Följande år inledde hon en relation med den unge arkitekten Alvar Aalto, som hade kontor i samma stad. Aino och Alvar Aalto gifte sig den 6 oktober 1924. 1933, efter en avstickare till Åbo, flyttade makarna Aalto sitt då gemensamma kontor till Helsingfors. Hon fick en dotter och en son med Alvar. 
I en tävling för Karhula glasbruk vann hon pris för Bölgeblick, som sedan tillverkades av Karhula. Glasserien tillverkad fortfarande, nu under namnet Aino Aalto.
Tidigt i äktenskapet och deras professionella samarbete deltog Aino och Alvar Aalto ofta i arkitekttävlingar med separata bidrag, men med tiden började de göra alla större projekt tillsammans. Arbetet präglades av "absolut jämlikhet": I ett arkitektoniskt projekt hade Alvar Aalto ofta huvudansvaret för exteriören, medan Aino Aalto ansvarade för interiören och inredning. 
Makarna Aalto startade 1935 inredningsfirman Artek tillsammans med Maire Gullichsen och Nils-Gustav Hahl, för att sälja möbler, textilier, glas med mera. Aino Aalto var verkställande direktör för Artek från 1941 fram till sin död 1949.
Artek skulle vara ett "försäljnings- och propagandacenter för den nya bostadsideologin". 1936 öppnade man en butik i Helsingfors som förutom Aaltos möbler och textilier sålde glasvaror från bland annat Iittala, ett finskt företag som makarna Aalto designade flera produkter för. Enligt Aino och Alvar Aaltos filosofi gick formgivning, konsthantverk och konst hand i hand, och 1937 startade Artek även ett galleri i Helsingfors. Den första utställningen visade marockanska berbermattor, något som Aino Aalto också använde flitigt i sina inredningar. Senare ställde galleriet ut konstnärer som Fernand Léger, Henri Matisse och Paul Gauguin. Bland Aino Aaltos mest spridda möbler för Artek finns stol 615.
För att uppmärksamma Finlands 100-årsjubileum producerade Artek 2017 en serie blomkrukor som Aino Aalto designat 1937 för parets hem i Munksnäs i Helsingfors, men som aldrig tidigare tagits i produktion.
Till Aino och Alvar Aaltos mest kända projekt hör Villa Mairea utanför Björneborg, uppförd 1937–1939 och idag betraktad som ett av den modernistiska arkitekturens mästerverk.
Aino Aalto är representerad vid bland annat Röhsska museet, Nationalmuseum, Museum of Modern Art, Metropolitan Museum och Victoria and Albert Museum